# Рікардо Кабаньяс
Рікардо Кабаньяс (гал. Ricardo Cabanas, нар. 17 січня 1979, Цюрих) — колишній швейцарський футболіст галісійського походження, півзахисник.
Насамперед відомий виступами за «Грассгоппер» та «Кельн», а також за національну збірну Швейцарії.
Триразовий чемпіон Швейцарії.

## Клубна кар'єра
У дорослому футболі дебютував у 1997 році виступами за команду клубу «Грассгоппер», в якій провів шість сезонів, взявши участь у 144 матчах чемпіонату. Більшість часу, проведеного у складі «Грассгоппера», був основним гравцем команди. За цей час тричі виборював титул чемпіона Швейцарії.
Протягом 2003—2004 років захищав кольори команди клубу «Генгам».
Своєю грою за останню команду знову привернув увагу представників тренерського штабу клубу «Грассгоппер», до складу якого повернувся в 2004 році. Цього разу відіграв за команду з Цюриха наступні два сезони своєї ігрової кар'єри. Граючи у складі «Грассгоппера» також здебільшого виходив на поле в основному складі команди.
У 2006 році уклав контракт з клубом «Кельн», у складі якого провів наступні один рік своєї кар'єри гравця. Тренерським штабом нового клубу також розглядався як гравець «основи».
До складу клубу «Грассгоппер» повернувся в 2007 році, грав за його команду до завершення ігрової кар'єри у 2012 році.

## Виступи за збірну
У 2000 році дебютував в офіційних матчах у складі національної збірної Швейцарії. Провів у формі головної команди країни 51 матч, забивши 4 голи.
У складі збірної був учасником чемпіонату Європи 2004 року у Португалії, чемпіонату світу 2006 року у Німеччині та чемпіонату Європи 2008 року в Австрії та Швейцарії.
Всього провів за збірну 51 матч, забивши 4 голи. Також провів два матчі за неофіційну збірну Галісії.

## Титули і досягнення
- Чемпіон Швейцарії (3):

«Грассгоппер»: 1997–98, 2000–01, 2002–03